# Hashem al-Shejk
Hashem al-Shejk (arabiska: هاشم الشيخ), även känd under sitt nom de guerre Abu Jaber Shejk (arabiska: أبو جابر الشيخ), född 1968, är en syrisk jihadistisk revolutionär och tidigare ledare för Hayat Tahrir al-Sham (HTS).